# Pietro Camisaschi
Pietro Camisaschi (Milano, 11 ottobre 1910 – ...) è stato un calciatore italiano, di ruolo centrocampista.

## Caratteristiche tecniche
Giocava come interno.

## Carriera
Nella stagione 1929-1930 disputò 12 incontri in Serie A segnando 3 gol con la Cremonese.
Ha vestito la maglia grigiorossa fino al 1939, anno in cui si trasferì al Casalini Brescia, e successivamente alla Pavese e alla Necchi di Pavia.

## Palmarès

### Club

#### Competizioni nazionali
- Serie C: 1

Cremonese: 1935-1936